# Pampus minor
Pampus minor és una espècie de peix marí pertanyent a la família dels estromatèids i a l'ordre dels perciformes.

## Etimologia
El seu epítet, minor, fa referència a la seua petita grandària.

## Descripció
Fa 13,4 cm de llargària màxima. 7-9 espines i 34-39 radis tous a l'única aleta dorsal i 5-7 espines i 35-39 radis tous a l'aleta anal. 22-24 radis tous a les aletes pectorals. Les espines (en forma d'alabarda) són visibles tant en els peixos joves com en els adults i no es troben incrustades a la pell. Aleta caudal bifurcada. Absència d'aleta adiposa. Línia lateral contínua. Ulls grans. Fossa orbitària gran i de forma semicircular. Otòlits grossos i sòlids. 29-30 vèrtebres precaudals i caudals (12-13 + 17).

## Reproducció
És externa.

## Hàbitat i distribució geogràfica
És un peix marí, bentopelàgic i de clima tropical, el qual viu a les aigües costaneres de la mar de la Xina Meridional fins a Xiamen (Fujian, la Xina) i, probablement també, als mars de l'Àsia Sud-oriental.

## Observacions
És inofensiu per als humans i el seu índex de vulnerabilitat és baix (11 de 100).